# سیامبالندووا
سیامبالندووا (به لاتین: Siyambalanduwa Divisional Secretariat) یک منطقهٔ مسکونی در سری‌لانکا است که در ناحیه موناراگالا واقع شده‌است.